# Balocha bifurcata
Balocha bifurcata är en insektsart som beskrevs av Rao,k., Ramakrishnan och Ghai 1979. Balocha bifurcata ingår i släktet Balocha och familjen dvärgstritar. Inga underarter finns listade i Catalogue of Life.